# Jason and the Heroes of Mount Olympus
Jason and the Heroes Of Olympus è una serie televisiva animazione francese, prodotta da Saban International Paris e Saban Entertainment, insieme a Fox Kids Europe e TF1 a partire dal 2001. Liberamente ispirata alla mitologia greca, vede come protagonisti sia esseri mortali, rappresentati da umani, che gli dèi dell'Olimpo, presentati da animali antropomorfi di varie specie. Il cartone è composto da una sola stagione di 26 episodi.
La proprietà della serie è passata alla Disney nel 2001, quando la Disney ha acquisito Fox Kids Worldwide, che include anche Saban Entertainment. La serie non è disponibile su Disney+.

## Personaggi
- Jason
- Venus
- Mercury
- Jupiter
- Mars
- Hercules

## Episodi
1. Orion's Belt
2. Meeting with Medusa
3. Jason and the Harpies
4. Sea No Evil
5. Jason and the Sirens
6. No Man's Land
7. Forge of Vulcan
8. Treasure of Trouble
9. Last of the Atlanteans
10. Unity is Strength
11. Changer in the Midst
12. Sting of the Scorpion
13. Lost in the Labyrinth
14. Indiscipline
15. Horseplay on Mt. Olympus
16. Danger in a Strange Land
17. Sleepless on Mt. Olympus
18. The Cyclops
19. Fast Feud
20. Laughter of the Sphinx
21. Close Companion
22. The Pipes of Pan
23. Calypso's Challenge
24. The Golden Fleece
25. Gaze of Gorgons
26. Day of Destiny